# Индекс Хирша
И́ндекс Хи́рша, или h-и́ндекс — наукометрический показатель, предложенный в 2005 году аргентино-американским физиком Хорхе Хиршем из Калифорнийского университета в Сан-Диего первоначально для оценки научной продуктивности физиков. Индекс Хирша является количественной характеристикой продуктивности учёного, группы учёных, научной организации или страны в целом, основанной на количестве публикаций и количестве цитирований этих публикаций.

## Вычисление индекса
Индекс вычисляется на основе распределения цитирований работ данного исследователя. Согласно Хиршу:
Учёный имеет индекс h, если h из его Np статей цитируются как минимум h раз каждая, в то время как оставшиеся (Np — h) статей цитируются не более чем h раз каждая.
Иными словами, учёный с индексом h опубликовал как минимум h статей, на каждую из которых сослались как минимум h раз. Так, если у данного исследователя опубликовано 100 статей, на каждую из которых имеется лишь одна ссылка, его h-индекс равен 1. Таким же будет h-индекс исследователя, опубликовавшего одну статью, на которую сослались 100 раз.

Получение h-индекса из графика распределения статей по числу цитирований

В то же время (более реалистичный случай), если среди публикаций исследователя имеется 1 статья с 9 цитированиями, 2 статьи (включая уже упомянутую статью с 9 цитированиями) с не менее чем 8 цитированиями, 3 статьи с не менее чем 7 цитированиями, …, 9 статей с не менее чем 1 цитированием каждой из них, то его h-индекс равен 5 (так как на 5 его статей сослались как минимум по 5 раз).
Для определения индекса Хирша рассматриваемые статьи располагают в порядке уменьшения числа ссылок на них. Далее из тех статей, номер которых не превосходит число их цитирований, находят последнюю. Номер этой статьи и есть индекс Хирша. Например, если индекс Хирша равен 20, то у автора есть по крайней мере двадцать статей, последняя из которых (в списке, отсортированном по числу цитирований) цитировалась не менее 20 раз. Общая цитируемость предыдущих более цитируемых 19 статей списка для определения индекса значения не имеет.
Обычно распределение количества публикации N(q) в зависимости от числа их цитирований q в очень грубом приближении соответствует гиперболе: N(q) ≈ const × q−1. Координата точки пересечения этой кривой с прямой N(q) = q и будет равна индексу Хирша.

### Используемые базы данных
Индекс Хирша может вычисляться с использованием как бесплатных общедоступных наукометрических баз данных в Интернете (например, Google Scholar, Elibrary.ru, ADS NASA), так и баз данных с платной подпиской (например, Scopus или ISI Web of Science); однако платные базы данных часто тоже приводят h-индекс учёных в свободном доступе. Индекс Хирша, подсчитанный для одного и того же человека с использованием различных баз данных, будет различен — как и другие наукометрические характеристики, он зависит от области охвата выбранной базы данных. Кроме того, индекс Хирша может подсчитываться с учётом и без учёта самоцитирования; предполагается, что отбрасывание ссылок авторов на собственные статьи даёт более объективные результаты. Например, в рейтинге учёных Украины по индексу Хирша выполняется подсчёт по базе данных Scopus с отбрасыванием самоцитирования всех авторов (то есть цитирование статьи 1 в статье 2 не учитывается, если хотя бы один автор входит одновременно в список соавторов обеих статей).

## Применимость индекса
Индекс Хирша был разработан, чтобы получить более адекватную оценку научной продуктивности исследователя, чем могут дать такие простые характеристики, как общее число публикаций или общее число цитирований.
По мнению Евгения Кунина, индекс Хирша не годится для характеристики результатов молодых учёных, у которых он не может быть большим. Хотя всяческого рода оценки важны в первую очередь именно им. Кроме того, индекс хорошо работает лишь при сравнении учёных, работающих в одной области исследований, поскольку традиции, связанные с цитированием, различаются в разных отраслях науки (например, в биологии и медицине h-индекс намного выше, чем в физике). В норме h-индекс физика примерно равен продолжительности его научной карьеры в годах, тогда как у выдающегося физика он вдвое выше.
Хирш считает, что в физике (и в реалиях США) h-индекс, равный 10—12, может служить одним из определяющих факторов для решения о предоставлении исследователю постоянного места работы в крупном исследовательском университете; уровень исследователя с h-индексом, равным 15—20, соответствует членству в Американском физическом обществе; индекс 45 и выше может означать членство в Национальной академии наук США.

## Критика
Ряд недостатков индекса Хирша отмечен ещё в оригинальной статье Хирша. Нетрудно придумать ситуацию, когда h-индекс даёт совершенно неверную оценку значимости исследователя. В частности, короткая карьера учёного приводит к недооценке значимости его работ. Так, h-индекс основателя высшей алгебры Эвариста Галуа, погибшего в юности на дуэли и успевшего опубликовать лишь четыре статьи, равен 4 и останется таким навсегда. Если бы Альберт Эйнштейн прекратил деятельность в начале 1906 года, его h-индекс остановился бы на 4 или 5, несмотря на чрезвычайно высокую значимость статей, опубликованных им в 1905 году. h-индекс устанавливает некоторые игровые правила, для которых теоретико-игровое решение предписывает рост числа соавторов среди прочих эффектов. Этот рост предсказывается не только теоретически, но и подтверждается реальными данными.
По мнению заведующего лабораторией Института проблем сверхпластичности металлов РАН, д. т. н. Валерия Имаева, погоня за высокими наукометрическими показателями в качестве главной мотивационной составляющей работы приводит к развитию имитационной науки с выхолащиванием её фундаментального и прикладного содержания. В условиях избыточного поощрения высоких наукометрических показателей научным учреждениям предлагается избегать доминирования наукометрического подхода при оценке эффективности труда учёного, поскольку это может стать серьёзным тормозом в развитии науки и инновационной среды в Российской Федерации.
Академик РАН, президент Московского математического общества Виктор Васильев указывает, что математическое сообщество негативно относится к индексу Хирша из-за ряда причин и почти не принимает его во внимание. Одной из причин, по мнению Васильева, является то, что у математиков библиометрические показатели традиционно являются существенно более низкими по сравнению, например, с физиками. Также Васильев отмечает, что наиболее цитируемыми математическими публикациями являются публикации в традиционных областях математики, которые не требуют от читателя высокого уровня специальных знаний и часто бывают лишены какой-либо оригинальности. Публикации же в узкоспециализированных областях математики, требующие высокого уровня подготовки от читателя, цитируются значительно меньше: «Скажем, математический логик может иметь в 15 раз меньше цитирований, чем специалист того же уровня, работающий в динамических системах, комплексном анализе или математической статистике».
По мнению ведущего научного сотрудника Института государства и права РАН П. Скобликова, отечественные особенности подсчета индекса Хирша искажают истинную ситуацию.

## Модификации и альтернативные индексы
Были сделаны многочисленные предложения по модификации индекса Хирша. Вот некоторые из них:
- g-индекс
- i-индекс